# Gabriel Özkan
Gabriel Özkan, född 23 maj 1986 i Stockholm, är en svensk före detta fotbollsspelare, med assyriskt/syrianskt ursprung, som spelade som offensiv mittfältare.
Özkan spelade i Superettan med Brommapojkarna från 2004 fram till 2006. Han spelade 54 matcher och gjorde 3 mål för laget. 2006 värvades han till den allsvenska klubben AIK. Från mitten av 2006 till säsongens slut spelade han 10 matcher och gjorde 2 mål. Säsongen 2006 landslagsdebuterade Özkan i det svenska U21-laget med en match.
Gabriel Özkan gjorde genom åren sig känd som en snabb och teknisk spelare och sågs i ung ålder som en spelare med stor potential. Han omnämnandes även av svenska medier som "AIK:s egna Kaká". Han drabbades dock flera gånger av skador som gjorde att hans framsteg stannade upp. 

## Meriter
- SM-guld 2009 med AIK
- Cupguld 2009 med AIK
- Supercupen 2010 med AIK

## Säsongsfacit: seriematcher / mål
- 2012 1 / 0
- 2011: 4 / 1
- 2010: 7 / 0
- 2009: 14 / 2
- 2008: 10 / 2
- 2007: 7 / 0
- 2006: 20 / 3, varav 10 / 1 (i BP) och 10 / 2 (i AIK)
- 2005: 26 / 1
- 2004: 18 / 1